# Дике полювання короля Стаха (повість)
Дике полювання короля Стаха (біл. Дзікае паляванне караля Стаха) — повість білоруського письменника Володимира Короткевича. Написана в 1958 році, уперше опублікована в журналі «Маладосць» у 1964 році.

## Сюжет
Події відбуваються близько 1888 року в сусідньому з «Н-ським» повітом «М-ської» губернії (вочевидь обіч Новогрудського повіту Мінської губернії), тобто на території історичної Чорної Руси (а можливо у невизначеному повіті Могильовської губернії). Молодий вчений-фольклорист Андрій Білорецький, мандруючи Білоруссю в пошуках старовинних легенд, випадково потрапляє в родовий замок Яновських — Болотні Ялини. Нині в замку живе остання представниця цього роду, 18-річна Надія Романівна. Вона розказує Білорецькому родинну легенду: восени 1602 її предок шляхтич Роман Яновський зі своїми посіпаками зрадив і вбив на полюванні білоруського шляхтича (швидше князя) Стаха Горського, котрий гуртував сили проти домінування польської аристократії у Речі Посполитій, а заразом і 20 мисливців з його почту, попередньо отруївши їх вином. Стах Горський генеалогічно був далеким нащадком великого князя і короля Александра, отже спадкоємцем Ягеллонів, від того його нарекли «Королем Стахом». Таким чином Роман Яновський зрадив не лише побратима, але й батьківщину, її сподівання на самостійність, і за це рід Яновських карається впродовж 19 поколінь. Надія Романівна — остання, двадцята, представниця роду, на якій він, за прокляттям Короля Стаха, має скінчитися. Її батько Роман загинув два роки тому, загнаний у болото мисливцями-мерцями на «дикому полюванні Короля Стаха», які тероризують мешканців околиці — не лише мстять Яновським, але й нападають на селян. Надія свідома провини свого роду перед краєм і чекає швидкої смерті, яку провіщають привиди, що мешкають у замку-палаці: Блакитна Жінка та Малий Чоловік.
Білорецький лишається в замку, щоб захистити Надею і з'ясувати таємниці. Він знайомиться з родичем Яновської, Світиловичем, її управителем Берманом-Гатевичем, опікуном Дуботовком, мисливцем Ригором, серед яких знаходить і друзів, і підозрюваних, і, зрештою, винуватців.
З'ясовується, що Дике полювання придумав, змовившись із місцевою шляхтою, Дуботовк, який таким чином хотів довести Надею до божевілля або смерті, щоб отримати маєток. «Малий чоловік» виявляється розумово відсталим братом Бермана, який переслідував ту ж саму мету. Разом із селянами Білорецький влаштовує засідку й знищує Дике полювання, а потім і самого Дуботовка. Наприкінці він забирає Надію з собою й одружується з нею.

## Художня своєрідність
Оповідачем є Андрій Білорецький, що розказує історію зі своєї молодості у віці 96 років.
Сюжет повісті перегукується із детективом А. Конан-Дойла «Собака Баскервілів»: дію так само рухає родинна легенда, прокляття, що знищує рід, а в розв'язці містика виявляється злочинними хитрощами. Однак на відміну від англійського детективу, у повісті важливими є національні й соціальні мотиви, які впливають і на розвиток дії. Білорусь постає хоч і пригніченим, загубленим краєм, але національно окремішнім, з багатою історією, культурою, традиціями. У тексті присутні згадки про національні танці, убрання, страви, напої, звичаї, фігурує своєрідна нині втрачена порода коней.
Серед прийомів, які використовує автор, хибне ототожнення, «підставний» підозрюваний, розгадування (відновлення) напівспаленого листа, віднаходження документів, ідентифікація невідомих за сказаним чи своєрідною лексикою, читання слідів. Крім того, автор постійно тримає напругу піддаючи героя небезпеці: на нього неодноразово нападає дике полювання, скоюють замахи, його викликають на дуель, лякають привиди, ним зацікавлюється поліція.

## Україна у творі
Другорядний герой Андрій Світилович — недавній студент Київського університету, відрахований за участь у студентському русі. Під час з'ясування справи називається українцем на знак солідарності з колегами («а коли в поліції спитали про національність, то я відповів: „пиши: українець“»).

## Екранізації
Однойменний фільм було знято 1979 року. У ньому зіграли Борис Плотников (Білорецький) та Олена Димитрова (Яновська). Зйомки проходили у Підгорецькому замку Львівської області. Фільм отримав 6 міжнародних нагород, але Короткевича екранізація не задовольнила, оскільки фільм редукував національну і соціальну теми повісті. Також у сценарії зроблено низку змін — часових (дія відбувається у 1900 році) та сюжетних перестановок і скорочень.

## Театральні постановки
Кілька разів п'єса за мотивами твору ставилася різними білоруськими режисерами на сценах різних театрів. 1989 року на сцені Національного театру опери і балету відбулася прем'єра опери «Дике полювання короля Стаха», яку написав композитор Володимир Солтан. Постановники були нагороджені Державною премією Білорусі 1990 року.

## Переклади
Повість було перекладено українською (Карл Скрипченко), англійською (Миколай Халезін), російською (Валентин Щедрін) та грузинською (Вахтанг Салія) мовами.